# Plaça Vella (Alcover)
La Plaça Vella és una obra d'Alcover (Alt Camp) protegida com a Bé Cultural d'Interès Local.

## Descripció
La plaça Vella està situada al centre de la vila l'Alcover, a l'interior de l'antic clos murat.
Configurada com un espai allargat entre els carrers del bisbe Barberà i de sant Jaume, la plaça conserva com a element més remarcable l'accés porxat als dos edificis que ocupen el seu extrem més ample, constituït per tres pilars de secció prismàtica, de pedra, que sostenen un embigat de fusta.

## Història
La vila d'Alcover conté places i carrers especialment remarcables; en efecte, a més de les construccions monumentals, cal esmentar alguns conjunts urbans, com la plaça Vella, la plaça de Cosme Vidal, la plaça de l'església Vella, la plaça Nova, etc., i carrers que conserven la seva personalitat original, com el carrer de l'Índia, el carrer Major, el carrer de la Costeta, el carrer del Rec, ... que, juntament amb d'altres expressen amb el seu traçat el caràcter de vila closa d'Alcover.